# كريس بالارد
كريس بالارد (بالإنجليزية: Chris Ballard)‏ هو صحفي أمريكي، ولد في 13 ديسمبر 1973 في الولايات المتحدة.